# Amerikaanse volkstelling 2010
De Amerikaanse volkstelling van 2010 (Engels: United States Census 2010 of 2010 Census) was de 23e tienjaarlijkse volkstelling (United States Census) in de Verenigde Staten, uitgevoerd door het United States Census Bureau, zoals voorzien door de grondwet. De referentiedatum was 1 april 2010. De bevolking van de Verenigde Staten werd vastgesteld op 308.745.538, een stijging van 9,7% ten opzichte van de volkstelling van 2000. De volkstelling gebeurde zo goed als volledig door zelfrapportering via per post opgestuurde vragenlijsten. Voor het eerst werden er geen lange versies uitgestuurd naar willekeurige huishoudens maar ontving iedereen de beknopte vragenlijst; uitgebreide socio-economische gegevens worden sinds 2005 verzameld door de American Community Survey. De telling van 2010 was de eerste waarbij elk van de 50 staten minstens een half miljoen inwoners telde en elk van de 100 grootste steden minstens 200.000 inwoners telde. Op basis van de volkstelling werden de zetels in het Huis van Afgevaardigden opnieuw toegewezen. Te beginnen bij de verkiezingen van 2012, won Texas vier zetels en Florida twee. Zes staten kregen er elk een zetel bij, acht verloren een zetel, en New York en Ohio verloren elk twee zetels.